# Wendy Hall
Pour les articles homonymes, voir Hall.
Dame Wendy Hall (née le 25 octobre 1952) est une informaticienne britannique. Elle est professeure en Science de l'Informatique à l'Université de Southampton.

## Biographie et éducation
Wendy Hall est née dans l'ouest de Londres et fait ses études à la Ellen Wilkinson School. Elle étudie les mathématiques à l'Université de Southampton. Elle complète son Baccalauréat en Sciences (BSc) en 1974, et son doctorat en Philosophie (PhD) en 1977. Sa thèse de doctorat est intitulée Automorphismes et revêtements des surfaces Klein. Plus tard, elle compléte un Master en Sciences de l'Informatique à la City University.

## Carrière
Wendy Hall retourne à l'Université de Southampton en 1984 pour rejoindre un groupe nouvellement formé travaillant dans le multimédia et l'hypermédia. Son équipe invente le Microcosm Hypermedia system (avant que le World Wide Web ait existé), qui a été commercialisé par l'entreprise Multicosm Ltd.
En 2006, Wendy Hall est une des directrices fondatrices de la Web Science Research Initiative (maintenant appelée le Web Science Trust), avec Tim Berners-Lee, Nigel Shadbolt et Daniel Weitzner, afin de promouvoir la discipline de la Science du Web et de favoriser la recherche et la collaboration entre l'Université de Southampton et le MIT[réf. nécessaire].
Wendy Hall est Présidente de la British Computer Society de 2003 à 2004,, et de l'Association for Computing Machinery de 2008-10. Depuis 2014, elle est Commissaire de la Global Commission on Internet Governance.

## Prix et distinctions
Wendy Hall est nommée Commandeur de l'Ordre de l'Empire Britannique (CBE). Elle a été promue Dame Commandeur de l'Ordre de l'Empire Britannique (DBE) en 2009,.
Elle reçoit également des diplômes honorifiques de l'Université d'Oxford Brookes, de l'Université de Glamorgan, l'Université de Cardiff, et l'Université de Pretoria.
En 2000, elle est élue membre de la Royal Academy of Engineering (FREng).Elle est aussi membre de la British Computer Society (FBCS) (elle sert également en tant que Présidente) et membre de l'Institution de l'Ingénierie et de la Technologie (FIET). En 2002, elle est nommée membre de la Ville et de Guildes (FCGI). En 2009, elle est élue membre de la Royal Society (FRS).
En 2010, elle est nommée membre de l'ACM « pour sa contribution au web sémantique, aux sciences du web et pour le service rendu à l'ACM et à la communauté international de l'informatique ». Elle est membre du Conseil Consultatif de la Campaign for Science and Engineering, et membre de l'Academia Europaea.
Elle est l'une des 30 femmes identifiées par la British Computer Society dans l'e-book Women in IT comme « une inspiration pour la prochaine génération ».
En février 2013, elle est nommée comme l'une des 100 femmes les plus puissantes du Royaume-Uni par le magazine Woman's Hour sur la BBC Radio 4.